# Song Simouth
Song Simouth ou Song Simout est un village du Cameroun, rattaché à la commune de Pouma, situé dans le département de la Sanaga-Maritime et la région du Littoral, situé sur la route de Pouma à Sackbayémé, à 14 km de Pouma.

## Population et développement
En 1967, la population de Song Simouth était de 279 habitants, essentiellement des Bassa. La population de Song Simouth était de 330 habitants dont 164 hommes et 166 femmes, lors du recensement de 2005.  